# Кротов, Пётр Иванович
Пётр Иванович Кро́тов (1852—1914) — русский геолог, заслуженный профессор Казанского университета.

## Биография
Родился 21 сентября (3 октября) 1852 года в селе Елово, Глазовского уезда Вятской губернии (ныне — Удмуртия) в семье священника. 
Образование получил в Вятской духовной семинарии и на физико-математическом факультете Казанского университета, который окончил в 1878 году кандидатом естественных наук. Был оставлен помощником проректора  при зоотомическом кабинете — с 9 января 1879 года он состоял сверхштатным ассистентом, с 23 августа 1884 по 27 ноября 1888 года был штатным хранителем этого кабинета. 
В 1880 году начал преподавать в частной женской прогимназии С. Ф. Вагнер, которая позже была переименована в гимназию. В том же году он защитил диссертацию pro venia legendi «О минеральном составе окаменелостей», 28 октября был утверждён в звании приват-доцента по кафедре минералогии и с 17 ноября стал читать лекции по минералогии и геологии на медицинском факультете Казанского университета.
В 1885 году защитил магистерскую диссертацию на степень магистра минералогии и геогнозии — «Артинский ярус: Геолого-палеонтологическая монография артинского песчаника». В течение весенних семестров 1885—1886 и 1887—1888 годов преподавал, в качестве приват-доцента, орографию и гидрографию на физико-математическом факультете, а в 1888 году, после получения степени доктора за сочинение «Геологические исследования на западном склоне Чердынского и Соликамского Урала», был определён экстраординарным профессором по кафедре географии и этнографии. В конце 1894 года представил сочинение по географии «Оро-гидрографический очерк западной части Вятской губернии» и 11 февраля 1895 года был назначен ординарным профессором кафедры географии. Им был создан и оборудован географический кабинет.
После смерти А. А. Штукенберга в 1905 году Кротову было поручено руководство кафедрой геологии с оставлением за ним кафедры географии и этнографии, где его сменил Б. Ф. Адлер только в 1911 году.
В 1905 году его избрали членом-сотрудником Общества естествоиспытателей при казанском университете. Затем он был отправлен на стажировку в Мюнхен, к профессору Э. Вейшенку.
В 1907—1913 годах П. И. Кротов был деканом физико-математического факультета; с 1 января 1907 года состоял в чине действительного статского советника. Был награждён орденами Св. Владимира 4-й (1902) и 3-й (1912) степени, Св. Станислава 3-й и 2-й степени (1896), Св. Анны 3-й и 2-й степени (1899).
В 1911 году он стал читать лекции по петрографии магматических пород и проводил занятия по их микроскопическому описанию.
Умер 24 ноября (7 декабря) 1914 года.

## Научная деятельность
Работы П. И. Кротова посвящены стратиграфии, палеонтологии, тектонике, общей геологии и физической географии Урала, Приуралья и Поволжья. Он — сторонник теории фациальной неустойчивости пермских образований и наличия двух взаимно перекрещивающихся простираний в тектонической структуре Камско-Волжского бассейна; установил взаимосвязь орографии и тектоники в открытой им полосе меридиональных дислокаций — «Вятском увале».
П. И. Кротов — автор более 100 работ. Из них важнейшие: «Материалы для геологии Вятской губернии» («Тр. Каз. Общ. Ест.» V, 1; VII, 1, VIII, 2); «Геолог. исследования по волге между Нижним Новгородом и Казанью» (XI, 1); «К вопросу об относ. древности остатков камен. века на р. Оке» (Х, 2); «Артинский ярус» (XIII, 5); «Следы ледникового периода в северо-восточной части Европейской России и на Урале» (XIV, 4); «Геологические исследования на западнем склоне Чердынского и Соликамского Урала» («Тр. Геол. Ком.», VI); «Казанское Закамье» («Тр. Каз. О. Ест.» XXII, 5; совместно с г. Нечаевым); «О дислокациях пермских пластов в Вятской и Казанской губернии» («Прил. к Прот. Каз. О. Ест.», № 132); «Задачи научной географии и постановка её преподавания к Казанскому университету» («Ежегодник И. Р. Геогр. Общ.» (т. 2); «Оро-гидрографический очерк западной части Вятской губернии» («Труды Геол. Ком.», XIII, 2). Кроме этого, для «Ежегодника по геологии и минералогии России» он написал некролог «Барон Ф. Ф. Розен» (1903. — Т. 5. — Вып. 8.).

## Семья
Был женат со 2 февраля 1881 года на дочери священника Марии Никаноровне. В их многодетной семье родились: Борис, Екатерина, Василий, Зоя, Наталья, Евгения, Людмила, Владимир. Род был внесён в 3-ю часть дворянской родословной книги Казанской губернии по определению Казанского дворянского депутатского собрания от 8 апреля 1909 года и утверждён указом Герольдии от 29 мая 1909 года.